# Бузаны (Тюменская область)
Бузаны — деревня в Армизонском районе Тюменской области России. Входит в состав Раздольского сельского поселения.

## География
Деревня находится в южной части Тюменской области, в лесостепной зоне, в пределах Ишимской равнины, на расстоянии примерно 24 километров (по прямой) к северо-западу от села Армизонское, административного центра района. Абсолютная высота — 136 метров над уровнем моря.
Климат
Климат резко континентальный с теплым летом и суровой холодной зимой. Годовое количество осадков — 310 мм. Средняя температура января составляет −18,2 °C, июля — +18,1 °C.

## Население
1. Н/Д[5]

Гендерный состав
По данным Всероссийской переписи населения 2010 года в гендерной структуре населения мужчины составляли 50 %, женщины — соответственно также 50 %.
Национальный состав
Согласно результатам переписи 2002 года, в национальной структуре населения русские составляли 94 % из 52 чел.

## Инфраструктура
Действуют фельдшерско-акушерский пункт и пункт по приёму молока.

## Улицы
Уличная сеть деревни состоит из одной улицы (ул. Центральная).